# جيمي سويفت
جيمي سويفت هو صحفي كندي، ولد في 1951.